# دیکیت
دیکیت (به انگلیسی: Dickite) با فرمول شیمیایی Al4 [(OH)8 - Si4 O10] از مجموعه کانی هاست و با آب مقطر و الکل شسته و تمیز می‌شود. کانیهای مشابه اشعه X و از سریسیت توسط انحلال در اسید سولفوریک قابل تشخیص است. از نام شیمیدان کرس (A.B.Dick) گرفته شده‌است. قابل حل در اسید سولفوریک، با آب مقطر و الکل شسته و تمیز می‌شود. Al2O3:39.5% SiO2:46.5% H2O:۱۴٪ برای اولین بار در چک اسلواکی کشف شد و از نظر شکل بلور: پهن و کوتاه - فلسی، رنگ: سفید - بیرنگ - متمایل به زرد، شفافیت: شفاف، جلا: صدفی، رخ: کامل - مطابق باسطح، سیستم تبلور: مونوکلینیک و در رده‌بندی سیلیکات است و منشأ تشکیل آن هیدروترمال است.
همایند کانی‌شناسی (پارانژ) آن کائولینیت - سریسیت- سولفورها- دولومیت است
، از نظر ژیزمان پودر- بلوری تقریباً کمیاب است و بیشتر در آلمان غربی، آمریکا و انگلستان یافت می‌شود.